# Національний парк Гамот
Національний парк Гамот — національний парк в Азад Кашмірі, Пакистан. Він розташований в окрузі Нілам AJK і був заснований у 2004 році. Зусилля щодо збереження в національному парку Гамот фінансуються Програмою малих грантів Глобального екологічного фонду та здійснюються Гімалайським фондом дикої природи. Цей національний парк має велике значення, оскільки в ньому проживає пов'язана популяція гімалайського бурого ведмедя Пакистану, яка з'єднана через мережу національних парків на півночі Пакистану, включаючи національний парк Деосай і національний парк Кабарги. У парку також мешкає популяція кабарги, що перебуває під загрозою зникнення.

## Тваринний світ
Список представників фауни національного парку.
| #  | Ім'я                         | Наукова назва               | Статус            | Розведення |
| -- | ---------------------------- | --------------------------- | ----------------- | ---------- |
| 1  | Кумай                        | Gyps himalayensis           | Рідкісний         | Немає      |
| 2  | Беркут                       | Aquila chrysaetos           | Рідкісний         | Немає      |
| 3  | Яструб малий                 | Accipiter nisus             | Рідкісний         | Так        |
| 4  | Ягнятник                     | Gypaetus barbatus           | Рідкісний         | Немає      |
| 5  | Лунь степовий                | Цирк макроурус              | Рідкісний         | Немає      |
| 6  | Серпокрилець чорний          | Apus apus                   | Поширений         | Так        |
| 7  | Серпокрилець сибірський      | Apus pacificus              | Поширений         | Так        |
| 8  | Серпокрилець малий           | Цирк макроурус              | Поширений         | Так        |
| 9  | Личинкоїд китайський         | Pericrocotus ethologus      | Стає рідкісним    | Так        |
| 10 | Личинкоїд рожевий            | Pericrocotus roseus         | Рідкісний         | Так        |
| 11 | Личинкоїд іржастий           | Pericrocotus flammeus       | Поширений         | Так        |
| 12 | Горлиця садова               | Streptopelia decaocto       | Рідкісний         | Так        |
| 13 | Голуб червоний               | Streptopelia tranquebarica  | Рідкісний         | Так        |
| 14 | Горлиця китайська            | Spilopelia chinensi         | Рідкісний         | Так        |
| 15 | Голуб сизий                  | Columba livia               | Поширений         | Немає      |
| 16 | Горлиця велика               | Streptopelia orientalis     | Рідкісний         | Так        |
| 17 | Кіта жовтодзьоба             | Urocissa flavirostris       | Рідкісний         | Немає      |
| 18 | Горіхівка крапчаста          | Nucifraga caryocatactes     | Рідкісний         | Так        |
| 19 | Галка альпійська             | Pyrrhocorax graculus        | Рідкісний         | Немає      |
| 20 | Клушиця                      | Pyrrhocorax pyrrhocorax     | Рідкісний         | Немає      |
| 21 | Ворона великодзьоба          | Corvus macrorhynchos        | Поширений         | Так        |
| 22 | Сиворакша                    | Coracias garrulous          | Поширений         | Так        |
| 23 | Сиворакша бенгальська        | Coracias benghalensis       | Рідкісний         | Так        |
| 24 | Кукавка мала                 | Cacomantis paserines        | Рідкісний         | Так        |
| 25 | Зозуля строката              | Tadorna tadorna             | Рідкісний         | Так        |
| 26 | Коель великий                | Eudynamys scolopacea        | Рідкісний         | Так        |
| 27 | Принія вохристобока          | Prinia inornata             | Поширений         | Так        |
| 28 | Таміка віялохвоста           | Cisticola juncidis          | Поширений         | Так        |
| 29 | Принія гірська               | Prinia criniger             | Стає рідкісним    | Так        |
| 30 | Кравчик довгохвостий         | Orthotomus sutorius         | Рідкісний         | Немає      |
| 31 | Кравчик довгохвостий         | Cinclus pallasii            | Рідкісний         | Немає      |
| 32 | Підкоришник гімалайський     | Certhia himalayana          | Рідкісний         | Немає      |
| 33 | Підкоришник звичайний        | Certhia familiaris          | Поширений         | Немає      |
| 34 | Дронго чорний                | Dicrurus macrocercus        | Поширений         | Так        |
| 35 | Дронго сірий                 | Dicrurus leucophaeus        | рясний            | Так        |
| 36 | Мунія іржаста                | Lonchura punctulata         | Поширений         | Немає      |
| 37 | Вівсянка гірська             | Emberiza cia                | Поширений         | Так        |
| 38 | Вівсянка чубата              | Melophus lathami            | Поширений         | Так        |
| 39 | Вухаста вівсянка             | Emberiza fucata             | Рідкісний         | Так        |
| 40 | Соснова вівсянка             | Emberiza leucocephalos      | Поширений         | Так        |
| 41 | Білошапочка                  | Emberiza stewarti           | Поширений         | Так        |
| 42 | Смугастий дрізд-сміховик     | Garrulax lineatus           | рясний            | Немає      |
| 43 | Дрізд-сміхун строкатий       | Garrulax variegates         | Рідкісний         | Немає      |
| 44 | Зяблик очковий               | Callacanthis burtoni        | Рідкісний         | Так        |
| 45 | Зеленик жовтогрудий          | Carduelis spinoides         | Літній відвідувач | Так        |
| 46 | Звичайний шипшина            | Carpodacus erythrinus       | Поширений         | Так        |
| 47 | Темногрудий шипшина          | Carpodacus nipalensis       | Поширений         | Так        |
| 48 | Розовобровий шипшина         | Carpodacus rhodochrous      | Поширений         | Так        |
| 50 | Євразійське хобі             | Falco subbuteo              | Рідкісний         | Немає      |
| 51 | Звичайна пустельга           | Falco tinnunculus           | Стає рідкісним    | Так        |
| 52 | Азіатський домашній мартин   | Delichon dasypus            | Стає рідкісним    | Так        |
| 53 | Санд Мартин                  | Riparia riparia             | Рідкісний         | Так        |
| 54 | Сільська ластівка            | Hirundo rustica             | Рідкісний         | Немає      |
| 55 | Сорокопуд великий сірий      | Lanius excubitor            | Рідкісний         | Так        |
| 56 | Сорокопуд довгохвостий       | Lanius schach               | Поширений         | Так        |
| 57 | Синьохвіст червонобокий      | Tarsiger cyanurus           | Рідкісний         | Так        |
| 58 | Горихвостка водяна           | Rhyacornis fuliginosus      | Поширений         | Так        |
| 59 | Мухоловка плямиста           | Muscicapa striata           | Поширений         | Так        |
| 60 | Мухоловка вердитерська       | Eumyias thalassinus         | Рідкісний         | Так        |
| 61 | Білошапочна горихвостка      | Chaimarrornis leucocephalus | Рідкісний         | Так        |
| 62 | Африканська кам'яниця        | Saxicola torquata           | Рідкісний         | Немає      |
| 63 | Бачка з кущами               | Saxicola caprata            | Стає рідкісним    | Немає      |
| 64 | Сірий чагарник               | Saxicola ferreus            | Поширений         | Немає      |
| 65 | Каштановий дрізд             | Monticola rufiventris       | Рідкісний         | Так        |
| 66 | Блакитний скельний дрізд     | Monticola solitarius        | Рідкісний         | Так        |
| 67 | Синьошапочний скельний дрізд | Монт                        | Немає             |            |